# 肖家镇 (嘉禾县)
肖家镇，是中华人民共和国湖南省郴州市嘉禾县下辖的一个乡镇级行政单位。

## 行政区划
肖家镇下辖以下地区：
肖家社区、罗卜安社区、肖家村、乐塘村、双珠村、乔田村、滑乐村、新坠村、坌头村、山口风村、山垛村和白茅村。